# Pohřben zaživa
Pohřben zaživa (ang. titul Buried, španělsky Enterrado) je americko-španělský psychologický thriller z roku 2010, který režíroval Rodrigo Cortés. Film pojednává o civilním pracovníkovi v Iráku po válce, který se probudí v rakvi a k dispozici má zapalovač a mobilní telefon. Dozvídá se, že jeho únosce chce za něj výkupné.

## Děj
Je 23. října 2006 a civilní pracovník v Iráku Paul Conroy se probouzí v dřevěné rakvi. U sebe má pouze zapalovač a mobilní telefon, není si však vědom, jak se do ní mohl dostat. Později se však o všem dozvídá. Zjišťuje, že on a jeho kolegové, kteří byli také řidiči jako Paul, byli napadeni povstalci. Jeho kamarády pozabíjeli a Paula uhodili kamenem. Náhle mu volá jeho únosce, který chce za něj výkupné 5 milionů, jinak bude v rakvi hnít. Paul zavolá ministerstvu zahraničí, kteří mu oznámí, že s teroristy nevyjednávají, ale pokusí se jej zachránit. Paul je spojen s Danem Brennerem, lídrem záchranné jednotky, který Paula ujistí, že dělají vše pro to, aby jej našli. Poté únosce zavolá znovu a požaduje po Paulovi, aby natočil video, ve kterém by výkupné žádal, a pokud by Paul neudělal, povstalci by zabili jiného z přeživších. Paul vyhoví, ale únosce Paulovi pošle video, na kterém je rukojmí zabit. Krátce nato je oblast bombardována, což rakev poškodí a Paulovi se pomalu sype do rakve písek. Zavolá zpět Danovi Brennerovi, který nejistého Paula ujistí, že se snaží o jeho záchranu a zmíní jméno muže, Marka Whitea, který byl zachráněn z podobné situace. Po chvíli Paulovi volá jeho zaměstnavatel, který mu oznámí, že Paul byl vypovězen ze služby kvůli poměru s jinou pracovnicí a že jeho rodina nemá nárok na žádné dávky. Dan Brenner volá Paulovi zpět kvůli bombardování oblasti a že jeho únosci to nemuseli přežít. Paul však ztrácí všechny naděje a důvěru a natáčí video, kde svěřuje svému synovi oblečení a ostatní věci. Poté volá únosce znovu a chce, aby Paul natočil video, kde si uřezává prst, opět za účelem dosažení výkupného. Vyhrožuje i zajetím Paulovy rodiny. Paul video natočí a pošle. Dan Brenner později zavolá, že vystopovali jeho lokaci a jedou za ním. Zároveň však volá i Paulova manželka, která ho viděla ve zprávách a modlí se, aby se Paul vrátil domů. Paul slibuje, ale zavěšuje kvůli hromadícímu se písku. Dan Brenner mu opět zavolá a s jednotkou se prohrabávají k rakvi, Paul však nic neslyší. Když Brenner rakev otevře, zjišťuje, že je na špatné stopě a že našli Marka Whitea a Paulovi vše dochází. Rakev s Paulem se zaplní pískem.

## Obsazení
| Ryan Reynolds          | Paul Conroy          |
| Robert Paterson        | Dan Brenner          |
| José Luis García Pérez | únosce               |
| Samantha Mathis        | Linda Conroyová      |
| Ivana Miño             | zajatkyně            |
| Stephen Tobolowsky     | Paulův zaměstnavatel |

## Výroba
Natáčení trvalo 17 dní. Film měl původně trvat pouhých 60 minut, ale když byla práva na film zakoupena studiem Lions Gate Entertainment, muselo se dalších pár desítek minut donatáčet. Tvůrci se částečně inspirovali televizním seriálem Alfred Hitchcock uvádí. Ve filmu, ač se děj z drtivé většiny odehrává v rakvi, existují i šestiminutové nesestříhané záběry, které tak zároveň tvořily přirozené podmínky pro hlavní roli Ryana Reynoldse.

## Kritika
Film se dočkal velkého tuzemského i zahraničního úspěchu. Na filmových databázích, zejména ČSFD měl film ke dni 1. června 2013 úspěšnost 71 %, na Filmové databázi 69,1 %. Na Internet Movie Database získal 70 %.